# Шарово (Псковская область)
Шарово — деревня, находящаяся в Пожеревицкой волости Дедовичского района Псковской области.

## География
Базыково ~ 1,61 км; Бронница ~ 2,81 км; Сивичино ~ 2,84 км; Дороганец ~ 3,21 км; Дубровка ~ 3,24 км.
Протяженность границ деревни Шарово с севера на юг 563 м, с запада на восток 467 м.

## Население
| 2001 | 2002 | 2010 |
| ---- | ---- | ---- |
| 7    | ↘6   | ↗8   |